# Manfrinópolis
Manfrinópolis este un oraș în Paraná (PR), Brazilia.